# Jugendstilforum
Das Jugendstilforum ist ein 2021 eröffnetes Museum in Bad Nauheim in Hessen. Die Ausstellungen im Badehaus 3 des Sprudelhofs präsentieren Kunstobjekte des Jugendstils und angrenzender Stilepochen sowie Informationen zur Geschichte der Bad Nauheimer Badekultur.

## Standort

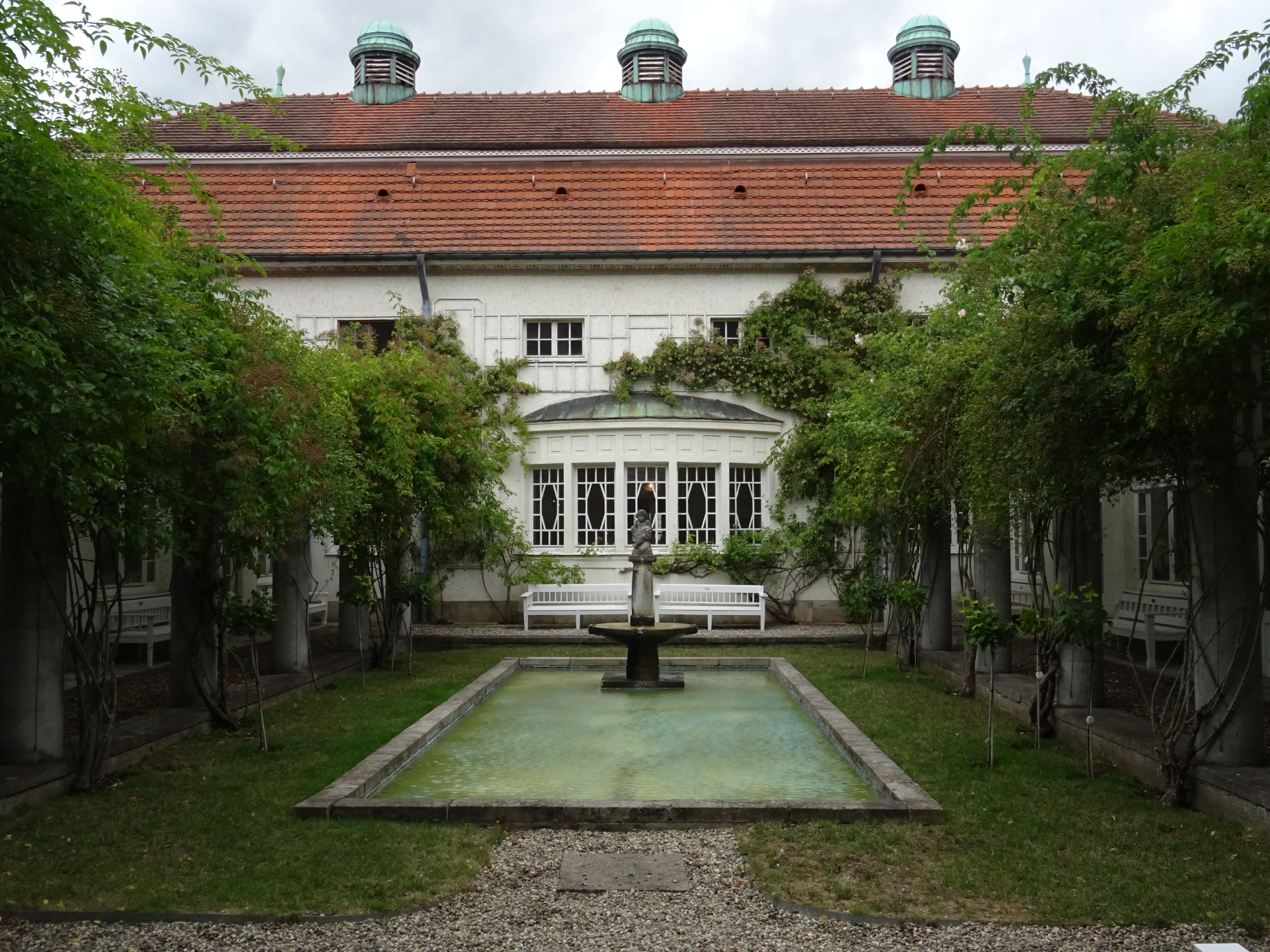
Schmuckhof im Badehaus 3 (2023)

Die Ausstellungsräume des Museums befinden sich im Badehaus 3, das Teil der historischen Kur- und Badeanlage Sprudelhof, der größten in sich geschlossenen Jugendstilanlage Europas, ist. Zu den Räumen, die durch den Museumsbetrieb öffentlich zugänglich sind, gehören als Eingangsbereich die große, mit Mosaiken ausgestattete Wartehalle, mehrere Badezellen und ein gärtnerisch gestalteter Schmuckhof. In den Badezellen sind teils originale Ausstattungsgegenstände, etwa Wannen und Spiegelschränke, enthalten. Die Räume sind mit Jugendstil-Fliesen und -Fenstern erhalten. Im Schmuckhof stehen restaurierte Gartenbänke des Jugendstilkünstlers Max Laeuger.

## Geschichte
Der seit 1997 in Bad Nauheim aktive Jugendstilverein beabsichtigte seit etwa 2010 die Einrichtung eines Jugendstilzentrums im Sprudelhof, mit wechselnden Diskussionen um die genaue Ausgestaltung. 2019 besuchte der Kölner Privatsammler Manfred Geisler Bad Nauheim, nachdem ihm dies von Freunden wegen seiner Begeisterung für den Jugendstil mehrfach empfohlen worden war. Zu diesem Zeitpunkt war er auf der Suche nach geeigneten Räumlichkeiten, um seine Sammlung öffentlich ausstellen zu können. Er kam in Kontakt mit Hiltrud Hölzinger, der Kuratorin und stellvertretenden Vorsitzenden des Jugendstilvereins Bad Nauheim. Dem Verein wurde 2019 von der Stiftung Sprudelhof das Badehaus 3 überlassen, nachdem dort ein Restaurant ausgezogen war. Dadurch entstand die Idee, statt eines Zentrums ein Museum einzurichten, das sich Jugendstilexponaten aber auch der Geschichte der Bad Nauheimer Badekultur widmet. Durch die COVID-19-Pandemie verzögert konnte im Juli 2021 die erste Ausstellung „Jugendstilkeramik – Tendenzen einer neuen Zeit“ mit einer offizieller Feier und der Vorführung eines Serpentinentanzes nach Loïe Fuller eröffnet werden.
Das Museum präsentiert jährliche Wechselausstellungen und andere themenbezogenen Veranstaltungen, wie Vorträge oder Kultur. Die Ausstellung „Stilwende 1900“ wurde 2022 bis 2023 von rund 5500 Personen besucht. Im Museumsbereich befindet sich eine kleine Büchersammlung zum Jugendstil. In der Wartehalle auch von außen zugänglich sind das Museumscafè Auguste und der Museumshop. Aus einer Social Media Aktion entstand ein Online-Lexikon zu Jugendstilkünstlerinnen auf den Seiten des Jugendstilforums. Das Jugendstilforum ist Mitglied im Museumsverband Hessen.

## Sammlung
Die Ausstellung der Jugendstilobjekte und anderer Werke im Stil des Art déco und des Bauhauses aus der Zeit bis 1940 stammt überwiegend aus der privaten Sammlung „1900 > modern times“ von Manfred Geisler. Diese umfasst rund 2500 Stücke, darunter Keramiken, Glasobjekte, Besteck, Plakate, Möbel und Kleidung. Der Name leitet sich laut Geisler davon ab, dass die Zeit um 1900 den Aufbruch nicht nur ins 20. Jahrhundert, sondern auch in die Moderne markiere. Die Kunstsammlung wird ergänzt durch einzelne Stücke anderer Spender.
Geisler stammt aus Köln. Er hatte nach einem Ingenieursstudium an der Fachhochschule für Kunst und Design in Köln Fotografie und in Bonn Kunstgeschichte studiert. Beruflich betrieb er in Köln ein Feinkostgeschäft mit Weinhandel. Seit 1977 interessierte er sich als privater Sammler für den Jugendstil und erwarb seine Objekte auf Flohmärkten, Auktionen und im Internet. Nachdem er mit dem Jugendstilverein in Kontakt gekommen war und das Museumsprojekt gestartet hatte, zog er nach Bad Nauheim.

## Ausstellung

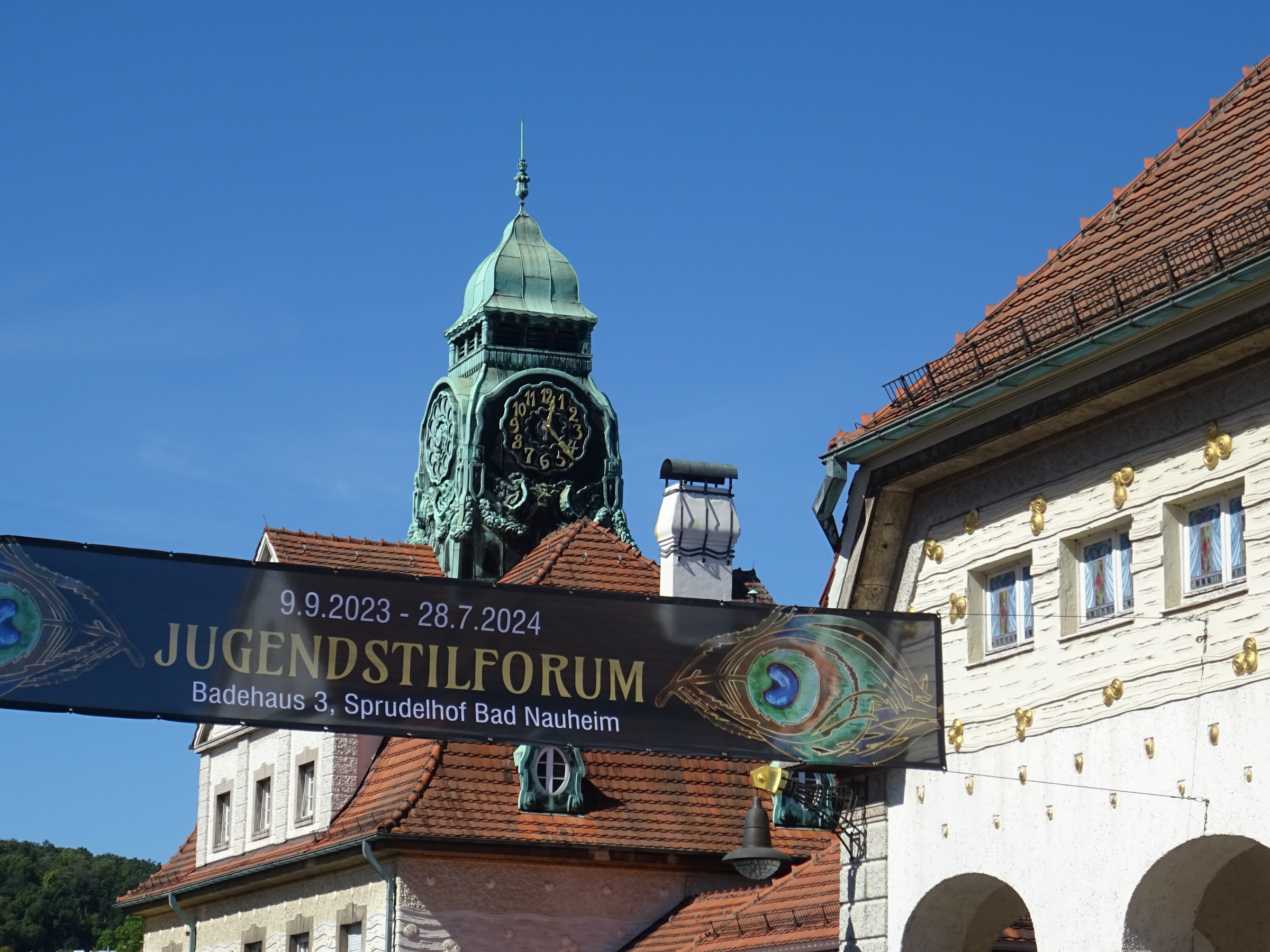
Sprudelhof Uhrtürmchen mit Banner des Jugendstilforums (2023)

Im Museum werden parallel mehrere Ausstellungen präsentiert, die auch auf der Website und in Social Media Aktionen ausführlich dokumentiert werden. Die jährlich wechselnde Hauptausstellung zeigt Teile der Sammlung von Manfred Geisler, ergänzt durch Informationstafeln. Daneben werden als begleitende Dauerausstellung Objekte, Schrift- und Bildtafeln zur Geschichte des Solebads und Kurbetriebs gezeigt. Zusätzlich werden in Kabinettausstellungen einzelne Personen und Themen mit Bezug zu Bad Nauheim und dem Jugendstil sowie angrenzenden Stilepochen behandelt.

### Wechselausstellung
- Jugendstilkeramik – Tendenzen einer neuen Zeit, 11. Juli 2021 – 10. April 2022
- Stilwende 1900 – Schönheiten einer Epoche, 10. September 2022 – 30. Juli 2023
- Stilwende 2.0 – Wege in die Moderne, 9. September 2023 – 28. Juli 2024, mit integriertem Fokusthema: Auf dem Weg zur Neuen Frau: Lebenswege von Künstlerinnen aus Jugendstil, Art déco und Bauhaus, sowie das Frauenbild in diesen Zeiten.

### Kabinettausstellungen (Auswahl)
- Elfenhaft – Friedrich Wilhelm Kleukens: Werbegraphiker und Künstler
- 1900 – Frauenleben in Bad Nauheim: Frauen aus der Geschichte des Bads, von Wäscherin bis Kaiserin
- Susanne Homann – Ein moderner Lebensweg um 1900: Biografie und Werke der Darmstädter Fotografin

## Organisation
Das Museum wird betrieben vom Jugendstilverein Bad Nauheim in Kooperation mit der Stiftung Sprudelhof und der Stadt Bad Nauheim. Kuratorin ist Hiltrud Hölzinger, sie ist gleichzeitig stellvertretende Vorsitzende des Jugendstilvereins Bad Nauheim.

## Publikationen (Auswahl)
Das Jugendstilforum gibt im Selbstverlag Ausstellungskataloge und Broschüren zu den Kabinettaustellungen heraus.
- Ausstellungskatalog Jugendstilkeramik – Tendenzen einer neuen Zeit
- Ausstellungskatalog Stilwende 1900 – Schönheiten einer Epoche
- Wege in die Moderne 1920–1939, Art déco / Bauhaus Reflexionen, von Manfred Geisler
- Auf dem Weg zur Neuen Frau, von Dr. Anja Kircher-Kannemann
- Susanne Homann – Ein moderner Lebensweg um 1900, von Anja Kircher-Kannemann